# Arrondissement de Fimela
Das Arrondissement de Fimela in Senegal ist eines von den vier Arrondissements, in die das Département Fatick als Teil der Region Fatick gegliedert ist. Das Arrondissement umfasst vier Gemeinden (Communes). Die Unterpräfektur als Sitz des Arrondissements liegt in der Gemeinde Fimela.

## Geografie
Das Arrondissement liegt im zentralen Westen Senegals. Es umfasst den Südwesten des Départements südwestlich von Fatick, mit Ausnahme der städtischen Kommune Diofior, und reicht bis zum Südende der Petite-Côte. Es wird landschaftlich überwiegend geprägt durch die teilweise über 15 Kilometer breite amphibische Uferzone der Saloum-Mündung, in der die Gezeitenströmung weit verzweigte Wasserläufe ausgewaschen hat und die den Lebensraum für ein großflächiges Mangrovensystem bietet. Nur im Nordwesten liegt Festland, das auf dem Landweg gut erreichbar ist und als Teil des Erdnussbeckens gilt. Das Arrondissement hat eine Fläche von 1051,81 km².

## Bevölkerung
Die Daten des Arrondissements und seiner Gemeinden (Communes) sind der Fläche und den letzten Volkszählungen nach wie folgt zusammengestellt:
| Commune        | Fläche km² | Einwohner 2013 | Einwohner 2023 |
| -------------- | ---------- | -------------- | -------------- |
| Djilasse       | 346,400    | 9.703          | 11.106         |
| Fimela         | 384,800    | 25.229         | 30.886         |
| Loul Sessène   | 245,800    | 20.341         | 22.528         |
| Palmarin Facao | 74,810     | 9.323          | 10.927         |
| Arrondissement | 1051,810   | 64.596         | 75.447         |